# چاندیر
چاندیر (به ترکی استانبولی: Çandır) یک منطقهٔ مسکونی در ترکیه است که در استان یوزغاد واقع شده‌است. چاندیر ۱٬۲۶۱ متر بالاتر از سطح دریا واقع شده‌است.